# Antoon Houbrechts
Antoon Houbrechts, detto Tony (Tongeren, 6 settembre 1943), è un ex ciclista su strada belga.
Professionista tra il 1965 e il 1981, vinse un Giro del Portogallo, una Vuelta a Andalucía, una Tirreno-Adriatico e una Coppa Sabatini.

## Carriera
Professionista dal 1965 al 1981, fu, nella prima parte di carriera, uno dei principali gregari di Felice Gimondi. Si distinse anche fuori dalle vesti di gregario, vincendo il Giro del Portogallo nel 1967, la Vuelta a Andalucía nel 1968, la Tirreno-Adriatico nel 1970, il Giro dell'Umbria 1971, la Nokere Koerse e la Coppa Sabatini, il Grand Prix Union-Brauerei a Stoccarda nel 1973 e una tappa alla Volta Ciclista a Catalunya nel 1978.
Partecipò otto volte al Giro d'Italia (concludendo ottavo nell'edizione 1971), sei volte al Giro del Belgio, cinque volte al Tour de France (fu ottavo nell'edizione 1970), quattro volte al Tour de Suisse e due volte al Tour de Romandie.

## Palmarès
- 1965 (Flandria, una vittoria)

4ª tappa Volta a Portugal (Santiago di Compostela > Chaves)
- 1967 (Flandria, tre vittorie)

2ª tappa, 2ª semitappa Volta a Portugal (Vila Real > Vila Real)
5ª tappa, 1ª semitappa Volta a Portugal (Vila do Conde > Porto)
Classifica generale Volta a Portugal
- 1968 (Flandria, due vittorie)

Classifica generale Vuelta a Andalucía
Omloop van de Vlasstreek (Heule)
- 1969 (Flandria, una vittoria)

Druivenkoers
- 1970 (Salvarani, tre vittorie)

6ª tappa Giro di Sardegna (Olbia > Monte Ortobene)
Classifica generale Tirreno-Adriatico
Tour de Wallonie
- 1971 (Salvarani, una vittoria)

Giro dell'Umbria
- 1972 (Salvarani, tre vittorie)

3ª tappa Giro di Sardegna (Oristano > Nuoro)
Nokere Koerse
Coppa Sabatini
- 1973 (Rokado, due vittorie)

4ª tappa, 2ª semitappa Vuelta a Mallorca
Grand Prix Union-Brauerei
- 1978 (Mini-Flat, una vittoria)

4ª tappa Volta Ciclista a Catalunya (Castell-Platja d'Aro > Pardines)

### Altri successi
- 1965 (Flandria)

Criterium di Helchteren
Criterium di Machelen
Criterium di Sint-Genesius-Rode
- 1966 (Dr. Mann)

Criterium di Huldenberg
Criterium di Assent
- 1967 (Flandria)

Kermesse di Beveren-Waas
Kermesse di Roeselare
- 1969 (Flandria)

Classifica a punti Vuelta a Andalucía
- 1970 (Salvarani)

Criterium di Zomergem
- 1973 (Rokado)

Prologo Giro del Belgio (Ostenda, cronosquadre)
- 1974 (Bianchi)

Kermesse di Houtem
- 1976 (Bianchi)

Kermesse di Nieuwkerken-Waas
Kermesse di Zwevegem
- 1977 (Bianchi)

Kermesse di Stal-Koersel
- 1978 (Mini-Flat)

Kermesse di Strijpen
Kermesse di Rummen
Kermesse di Tienen-Bost

## Piazzamenti

### Grandi Giri
- Giro d'Italia

1966: 52º
1970: 20º
1971: 8º
1972: 15º
1974: 13º
1975: 25º
1976: 15º
1977: 29º
- Tour de France

1968: 16º
1970: 8º
1972: 13º
1973: 16º
1975: 24º

### Classiche monumento
- Milano-Sanremo

1968: 53º
1969: 39º
1970: 139º
1971: 36º
1972: 40º
1973: 37º
1975: 44º
1976: 53º
1977: 60º
- Giro delle Fiandre

1968: 71º
1969: 21º
1970: 19º
1971: 8º
1972: 45º
- Parigi-Roubaix

1970: 25º
- Liegi-Bastogne-Liegi

1968: 19º
1971: 5º
1973: 12º
1978: 19º
1979: 29º
- Giro di Lombardia

1968: 12º
1969: 10º
1970: 15º
1971: 4º
1972: 5º
1975: 9º
1976: 11º